# Rio Denchya
O Rio Denchya é um curso de água  do sul da Etiópia e um dos afluentes do Rio Omo, inserindo-se na sua margem direita nas coordenadas 6° 27'30 "N 36° 19'32 "E e  6° 27'30 "N 36° 19'32 "E.